# Episodi di Space Ghost Coast to Coast (ottava stagione)
L'ottava stagione della serie animata Space Ghost Coast to Coast, composta da 5 episodi, è stata trasmessa negli Stati Uniti, da Adult Swim, dal 1º gennaio al 14 dicembre 2003.
Due episodi aggiuntivi erano stati inizialmente concepiti per questa stagione ma scartati successivamente: uno intitolato One Way Out con Seth Green e un altro senza nome con Seth MacFarlane.
In Italia la stagione è inedita.
| nº | Titolo originale            | Prima TV USA     |
| -- | --------------------------- | ---------------- |
| 1  | Baffler Meal                | 1º gennaio 2003  |
| 2  | Whipping Post               | 23 novembre 2003 |
| 3  | Eat a Peach                 | 30 novembre 2003 |
| 4  | In Memory of Elizabeth Reed | 7 dicembre 2003  |
| 5  | Idlewild South              | 14 dicembre 2003 |

## Baffler Meal
- Titolo originale: Baffler Meal

Gli Aqua Teen Hunger Force

- Scritto da: Matt Maiellaro, Dave Willis e Todd Hanson

### Trama
Dopo aver firmato un contratto con la catena di fast food Burger Trench per permettersi una casa galleggiante, Space Ghost è costretto a ospitare le mascotte del ristorante, gli Aqua Teen Hunger Force, nel suo programma. Mentre Zorak e Moltar non sono d'accordo per non essere stati chiamati in causa, affermando che Burger Trench sia cibo disgustoso, gli Aqua Teen interrompono continuamente il supereroe con la loro incessante promozione di cibo spazzatura, prendendo il sopravvento del programma.
- Guest star: Willie Nelson.
- Nota: l'episodio serve da backdoot pilot per Aqua Teen Hunger Force ed è stato scritto originariamente intorno al 1999-2000 ma rifiutato a causa della forte enfasi sui tre protagonisti,[2] che appaiono qui nei loro prototipi e con Frullo e Fritto che presentano un doppiaggio differente.[3] L'episodio è incluso come bonus nel secondo volume in DVD di Aqua Teen Hunger Force.[4]

## Whipping Post
- Titolo originale: Whipping Post
- Scritto da: Matt Harrigan, con i contributi di Jim Fortier, Matt Maiellaro, Pete Smith e Dave Willis

### Trama
Space Ghost è arrabbiato per vari argomenti e si rivolge prepotentemente nei confronti del suo ospite, il comico Dennis Miller.
- Guest star: Dennis Miller.

## Eat a Peach
- Titolo originale: Eat a Peach
- Scritto da: Matt Harrigan, con i contributi di Jim Fortier, Matt Maiellaro, Pete Smith e Dave Willis

### Trama
Moltar e Zorak competono per avere l'attenzione di Space Ghost; tuttavia il supereroe è più preoccupato per la sicurezza dell'auto del comico Todd Barry.
- Guest star: Todd Barry.

## In Memory of Elizabeth Reed
- Titolo originale: In Memory of Elizabeth Reed
- Scritto da: Matt Harrigan, con i contributi di Jim Fortier, Matt Maiellaro, Pete Smith e Dave Willis

### Trama
Space Ghost dà il benvenuto al collega intrattenitore intergalattico William Shatner, ma la loro intervista viene interrotta quando Space Ghost viene chiamato all'azione per prendere parte ad un'epica battaglia spaziale.
- Guest star: William Shatner.
- Note: Il leprecauno Flargon di Aqua Teen Hunger Force fa un'apparizione nell'episodio, dopo essere uscito da un portale creato da Space Ghost.

## Idlewild South
- Titolo originale: Idlewild South
- Scritto da: Matt Harrigan, con i contributi di Jim Fortier, Matt Maiellaro, Pete Smith e Dave Willis

### Trama
Space Ghost è sbronzo durante la sua intervista con Jeff Probst, conduttore del reality televisivo Survivor.
- Guest star: Jeff Probst.